# Ciuffettino

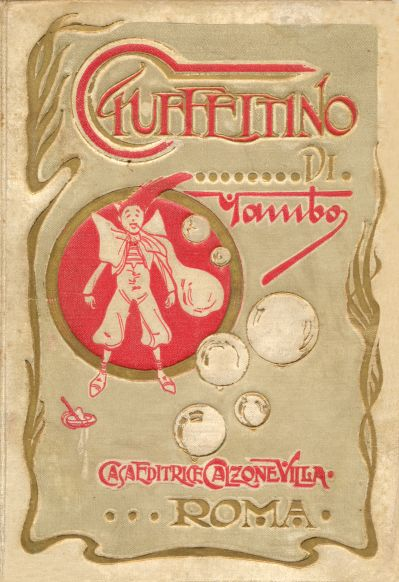
Ciuffettino (1908)

Ciuffettino è un personaggio di fantasia, protagonista di due romanzi scritti da Yambo (pseudonimo di Enrico Novelli): Le avventure di Ciuffettino, del 1902, e il successivo Ciuffettino alla guerra, del 1916.

## Descrizione

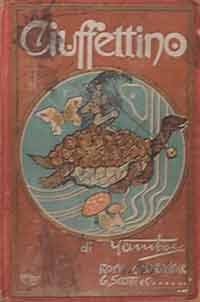
Ciuffettino

Il personaggio inventato da Yambo si rifà a un genere di novelle, piuttosto diffuse nel Novecento, destinate a un pubblico giovanile che aveva già avuto modo di apprezzare le avventure di personaggi simili, come Giannettino e Pinocchio di Collodi, o come Ciondolino e Gian Burrasca di Luigi Bertelli.
Il personaggio del Novelli è un ragazzino con un ciuffo ribelle di capelli, che non vuole starsene al suo posto, da cui il nome; nelle sue avventure giunge persino a divenire imperatore dei pappagalli, prendendo l'augusto nome di Ciuffettino XXXV.

## Trasposizioni in altri media

### Cinema
- Ciuffettino, regia di Enrico Novelli (1910)

### Fumetti
Yambo realizzò una serie a fumetti con il suo personaggio pubblicata nel Giornale di Cino e Franco  della Nerbini nel 1935 e su Topolino (giornale) della Mondadori nel 1941 e 1943.

### Televisione
Una versione televisiva della storia, intitolata Le avventure di Ciuffettino, sceneggiata da Angelo D'Alessandro, venne trasmessa sul programma nazionale della RAI dal 4 dicembre 1969 al 6 gennaio del 1970.